# File Roller
File Roller — компьютерная программа-архиватор для рабочей среды GNOME. File Roller является графической оболочкой, предоставляющей единый графический интерфейс для консольных программ-архиваторов. Распространяется согласно GNU General Public License.

## Возможности программы
- Создание и модификация архивов.
- Просмотр содержимого архивов.
- Просмотр содержимого файлов архива.

## Поддерживаемые форматы архивов
- 7-Zip (.7z)
- WinAce (.ace)
- ALZip (.alz)
- AIX (.ar)
- ARJ (.arj)
- Cabinet (.cab)
- UNIX CPIO (.cpio) [Архив]
- Debian Linux Package (.deb) [Только в режиме чтения]
- ISO-9660 CD Disc Image (.iso) [Только в режиме чтения]
- Java (.jar) [Архив]
- Java (.ear) [Корпоративный архив]
- Java (.war) [Веб-архив]
- LHA Archive (.lzh, .lha)
- WinRAR (.rar)
- RAR Archived Comic Book (.cbr)
- RPM Linux Package (.rpm) [Только в режиме чтения]
- несжатый (.tar)
  - или сжатый:
    - gzip (.tar.gz, .tgz)
    - brotli (.tar.br)
    - bzip (.tar.bz, .tbz)
    - bzip2 (.tar.bz2, .tbz2)
    - compress (.tar.Z, .taz)
    - lrzip (.tar.lrz, .tlrz)
    - lzip (.tar.lz, .tlz)
    - lzop (.tar.lzo, .tzo)
    - 7zip (.tar.7z)
    - xz (.tar.xz)
    - Zstandard (.tar.zst, .tzst)
- Snap пакеты (.snap)
- Squashfs образ (.sqsh)
- Stuffit (.bin, .sit)
- ZIP (.zip)
- ZIP (.cbz) [Архив комиксов]
- ZOO (.zoo) [Сжатый архив]
- Отдельные сжатые файлы:
  - gzip (.gz)
  - brotli (.br)
  - bzip (.bz)
  - bzip2 (.bz2)
  - сжатый (.Z)
  - lrzip (.lrz)
  - lzip (.lz)
  - lzop (.lzo)
  - rzip(.rz)
  - xz (.xz)
  - Zstandard (.zst)